# Desmogomphus
Genre
Desmogomphus est un genre de libellules de la famille des Gomphidae (sous-ordre des Anisoptères, ordre des Odonates).

## Systématique
Le genre Desmogomphus a été créé par Edward Bruce Williamson (d) en 1920.

## Liste d'espèces
Selon BioLib (29 avril 2021) :
- Desmogomphus anchicayensis Amaya-Vallejo & Novelo-Gutiérrez, 2012
- Desmogomphus paucinervis (Selys, 1873)
- Desmogomphus tigrivensis Williamson, 1920 - espèce type[2]

## Publication originale
- (en) E. B. Williamson, « A New Gomphine Genus from British Guiana with a Note on the Classification of the Subfamily (Order Odonata) », Occasional papers of the Museum of Zoology, University of Michigan, Ann Arbor, Inconnu, no 80,‎ 28 avril 1920, p. 1-12 (ISSN 0076-8413, lire en ligne).